# Mortes em agosto de 2008
Mortes em 2008: ← Janeiro – Fevereiro – Março – Abril – Maio – Junho – Julho – Agosto – Setembro – Outubro – Novembro – Dezembro →
Esta é uma relação de pessoas notáveis que morreram durante o mês de agosto de 2008, listando nome, nacionalidade, ocupação e ano de nascimento.

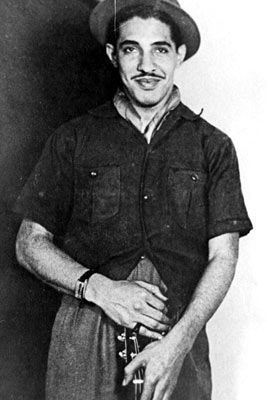
Dorival Caymmi, cantor brasileiro.

| Dia | Nome                   | Profissão ou motivo de reconhecimento | Nacionalidade  | Ano de nasc. | Ref    |
| --- | ---------------------- | ------------------------------------- | -------------- | ------------ | ------ |
| 3   | Aleksandr Solzhenitsyn | Escritor                              | Rússia         | 1918         | [ 1 ]  |
| 3   | Craig Jones            | Piloto de superbike                   | Inglaterra     | 1985         | [ 2 ]  |
| 7   | Andrea Pininfarina     | Designer                              | Itália         | 1957         | [ 3 ]  |
| 8   | Eugênio Colonnese      | Desenhista                            | Itália         | 1929         | [ 4 ]  |
| 9   | Tânia Scher            | Atriz                                 | Brasil         | 1947         | [ 5 ]  |
| 9   | Bernie Mac             | Ator                                  | Estados Unidos | 1957         | [ 6 ]  |
| 10  | Isaac Hayes            | Cantor e compositor                   | Estados Unidos | 1942         | [ 7 ]  |
| 10  | Felisberto Duarte      | Apresentador e humorista              | Brasil         | 1938         | [ 8 ]  |
| 13  | Dino Toso              | Engenheiro                            | Itália         | 1969         | [ 9 ]  |
| 16  | Dorival Caymmi         | Cantor e compositor                   | Brasil         | 1914         | [ 10 ] |
| 17  | Franco Sensi           | Dirigente esportivo                   | Itália         | 1926         | [ 11 ] |
| 19  | Levy Mwanawasa         | Político                              | Zâmbia         | 1948         | [ 12 ] |
| 20  | Gene Upshaw            | Jogador de futebol americano          | Estados Unidos | 1945         | [ 13 ] |
| 20  | Leopoldo Serran        | Roteirista                            | Brasil         | 1942         | [ 14 ] |
| 21  | Jerry Finn             | Produtor musical                      | Estados Unidos | 1969         | [ 15 ] |
| 22  | Frank Cornish          | Jogador de futebol americano          | Estados Unidos | 1967         | [ 16 ] |
| 27  | Del Martin             | Ativista e jornalista                 | Estados Unidos | 1921         | [ 17 ] |
| 27  | Olavo Setúbal          | Banqueiro e político                  | Brasil         | 1923         | [ 18 ] |
| 27  | Stella Maris           | Cantora                               | Brasil         | 1922         | [ 19 ] |
| 28  | Phil Hill              | Automobilista                         | Estados Unidos | 1927         | [ 20 ] |
| 29  | Alcir Portela          | Futebolista                           | Brasil         | 1944         | [ 21 ] |